# Liste profanierter Kirchen im Bistum Augsburg
Die Liste profanierter Kirchen im Bistum Augsburg führt Kirchen- und Kapellengebäude im Bistum Augsburg auf, die profaniert wurden. Sie wurden oder werden verkauft, umgebaut oder abgerissen.

## Liste
| Bild | Kirche                           | Ort                    | Bauzeit   | Profaniert         | Bemerkungen |
| --- | -------------------------------- | ---------------------- | --------- | ------------------ | --- |
| | Ss. Trinitatis                   | Günzburg               | 1579–1580 | ?                  | Weiternutzung des Kirchengebäudes nach Profanierung für geistliche Konzerte, Hochzeiten und Krippenschauen                                                                                   |
| | Kapuzinerklosterkirche Dillingen | Dillingen an der Donau | 1695–1698 | 1991               | Übernahme des Kirchengebäudes nach Auflösung des Dillinger Kapuzinerklosters durch die Akademie für Lehrerfortbildung und Personalführung und Umnutzung als Vortragssaal                     |
| | St. Joseph                       | Augsburg-Oberhausen    | 1875–1876 | 2012               | nur teilweise entweiht (Profanierung des Hauptschiffs der Kirche zur Nutzung als Bistumsarchiv; liturgische Weiternutzung des Chorraums nach Umgestaltung zum Gottesdienstraum)              |
| Bild gesucht Die Wikipedia wünscht sich an dieser Stelle ein Bild vom hier behandelten Ort. Falls du dabei helfen möchtest, erklärt die Anleitung , wie das geht. BW | St. Martin                       | Graben-Lagerlechfeld   | 1965–1967 | 27. Dezember 2020  | nur teilweise entweiht (Profanierung des Erdgeschosses der Kirche zur Nutzung als diözesanes Kunstdepot; Verlegung des Kirchenraumes in neu eingezogenes Obergeschoss nach Umbau der Kirche) |
| | Zu den Acht Seligkeiten          | Füssen                 | 1963–1966 | 22. September 2024 | Abriss begann Januar 2025 zugunsten eines Neubaus von einem Kindergarten und einem kirchlichen Begegnungszentrum                                                                             |